# Pašák
Pašák (v německém originále Der Pfundskerl) je německý televizní seriál televize Sat.1, vysílaný v letech 2000–2005.

## Děj
Novinář deníku Blitzkurier Gottfried Engel žije jako svobodný muž v hamburském penzionu, který vede Erna Kruschkeová. V 5. dílu seriálu se stává jeho spolupracovnicí Tanja Roloffová, jež v penzionu bydlí také. Oba se společně zabývají zdánlivě malými příběhy, za kterými se však skrývají větší zločiny. Během řešení případů Engel obvykle získává i senzační zprávy, které následně publikuje v novinách.

## Obsazení
| Ottfried Fischer    | Gottfried Engel              |
| Monica Bleibtreuová | Erna Kruschkeová             |
| Carol Campbellová   | Tanja Roloffová              |
| Ferdinand Dux       | Claas Ackermann              |
| Max Volkert Martens | Günther Lesche               |
| Dietrich Mattausch  | šéfredaktor Friedemann Stein |

## Vysílání
Seriál byl v Německu premiérově vysílán v letech 2000–2005 na stanici Sat.1. V Česku uvedla premiérově 1. a 2. řadu v roce 2003 TV Prima a 5. řadu v roce 2006 TV Nova. Všechny řady seriálu následně odvysílala s novým dabingem v roce 2024 TV Barrandov (pro 3. a 4. řadu se tedy jednalo o premiéry).

## Přehled řad
| Řada | Díly | Premiéra v Německu | Premiéra v Německu | Premiéra v ČR   | Premiéra v ČR   |
| Řada | Díly | První díl          | Poslední díl       | První díl       | Poslední díl    |
| ---- | ---- | ------------------ | ------------------ | --------------- | --------------- |
| 1    | 2    | 12. dubna 2000     | 19. dubna 2000     | 24. ledna 2003  | 31. ledna 2003  |
| 2    | 2    | 14. února 2001     | 21. února 2001     | 7. února 2003   | 14. února 2003  |
| 3    | 2    | 8. května 2002     | 15. května 2002    | 29. dubna 2024  | 6. května 2024  |
| 4    | 2    | 7. května 2003     | 14. května 2003    | 13. května 2024 | 20. května 2024 |
| 5    | 2    | 29. června 2005    | 6. července 2005   | 21. května 2006 | 28. května 2006 |

## Kritika
Kritik Fabian Böhme ve své recenzi k 9. dílu (Špinavý kšeft) na serveru Quotenmeter uvedl, že epizoda „má složitou strukturu“ a že „Ottfried Fischer opět hraje svou roli zcela monotónně“, kvůli čemuž bylo sledování dílu „poněkud nudné“.